# Cecil de Strycker
Cecil André Joseph Ferdinand Jean Marie baron de Strycker (Derby, 2 februari 1915 – Castellina, 5 september 2004) was een Belgisch econoom en ambtenaar. Hij was van 1975 tot 1982 gouverneur van de Nationale Bank van België (NBB).

## Levensloop

### Familie en opleiding
Cecil De Strycker was een zoon van Joseph De Strycker, advocaat bij de balie van Antwerpen (1875-1917) en van Jeanne Dumont(1880-1961), dochter van de Luikse ingenieur André Dumont. In 1948 trouwde hij met Elisabeth Braffort (Saint-Marc, 1923 - Brussel, 2015). Het gezin bleef kinderloos. Zijn oudere broer, Emile De Strycker, werd jezuïet en verwierf faam als briljant classicus.
De Strycker liep klassieke humaniora bij de jezuïeten aan het Onze-Lieve-Vrouwcollege in Antwerpen. Hij studeerde verder aan de Hogeschool Sint-Ignatius in Antwerpen en aan de Katholieke Universiteit Leuven. Hij behaalde een licentiaat in de toegepaste economische wetenschappen en een doctoraat in de handelswetenschappen met een thesis over de Nationale Bank, wat voor hem de deur opende om bij die instelling te werken.
In mei 1940 werd hij enkele weken krijgsgevangen gehouden, waarna hij vier jaar werkte bij de beroepsvereniging van de chemische nijverheid.

### Nationale Bank
Begin 1945 trad hij in dienst van de Nationale Bank. Zijn carrière ving hij aan bij het departement Buitenland. In 1948 werd hij diensthoofd van de dienst Wisselverrichtingen. In 1954 werd hij onderdirecteur, daarna directeur (equivalent van bestuurder) voor het departement Buitenland. Vanuit deze functie vervulde hij mandaten in tal van instellingen en organen. In 1968 werd hij lid van het Monetair Comité van de Europese Gemeenschap. In 1971 volgde hij Franz de Voghel op als vicegouverneur en in 1975 werd hij gouverneur, in opvolging van Robert Vandeputte. Marcel D'Haeze volgde hem op als vicegouverneur.
Hij vertegenwoordigde de Nationale Bank en België in tal van internationale en nationale instellingen. Zo was hij:
- bestuurder bij de Bank voor Internationale Betalingen in Bazel
- Belgisch vertegenwoordiger bij het Internationaal Monetair Fonds in Washington
- voorzitter van het Belgisch-Luxemburgs Wisselinstituut
- bestuurder van de Algemene Spaar- en Lijfrentekas
- lid van de Bankcommissie
- lid van het directiecomité van het Herdisconterings‑ en Waarborginstituut
- voorzitter van de Raad van Openbare Kredietinstellingen

### Strijd om de waarde van de munt
Vanaf het begin van de jaren 1970 en in stijgende mate vanwege de wereldwijde oliecrisis kreeg België problemen van inflatie en begrotingstekorten, van werkloosheid en bedrijven in moeilijkheden. De leiding van de Nationale Bank, hierin aangespoord door de Strycker, had geen oren naar de suggesties om die problemen op te lossen door middel van een devaluatie van de munt. De NBB beklemtoonde dat een doortastend herstelbeleid en een inkomensmatiging vereist waren.
In 1978 werd de Strycker voorzitter van het Comité van Presidenten van de Centrale banken van de Lid Staten van de Europese Economische Gemeenschap en van het Europees Fonds voor Monetaire Samenwerking, twee organen waar hij al verschillende jaren een voorname rol in speelde. Van daaruit werkte hij mee aan het vanaf 1978 operationeel maken van het Europees Monetair Stelsel, dat was gebaseerd op een Europese geldeenheid, de ECU.
Eind januari 1982 had De Strycker de leeftijdsgrens bereikt, maar de regering vroeg hem nog enkele weken aan te blijven tot men het eens was geworden over zijn opvolger. Hij was dus nog op zijn post toen de volmachtenregering-Martens V besliste tot een muntontwaarding die ze onvermijdelijk achtte. Op 19 februari 1982 werd de Strycker van de beslissing op de hoogte gebracht. De Nationale Bank (evenmin als de regering van het Groothertogdom Luxemburg) was bij de voorbereiding van de operatie betrokken. Wel waren een regent (Jef Houthuys), een censor (Hubert Detremmerie) en een ambtenaar van de bank (Alfons Verplaetse) bij het voorbereiding betrokken. De devaluatie met 8,50 % vond plaats op 22 februari 1982. Kort daarop verliet De Strycker de Nationale Bank, waar hij werd opgevolgd door Jean Godeaux.

### Overige
De Strycker maakte zich nog verdienstelijk door medewerking aan initiatieven in de privésector. Zo was hij bestuurder van de Filharmonische Vereniging van Brussel. Van 1983 tot 1987 was hij voorzitter van het Koninklijke Instituut voor Internationale Betrekkingen.
Hij zetelde ook in de bestuursraden van enkele ondernemingen, zoals BP Belgium, Rossel et Compagnie en Glaceries de Saint-Roch.
In juli 1983 werd hem erfelijke adeldom verleend, met de persoonlijke titel van baron. Zijn wapenspreuk luidde Splendore et candore.

## Publicatie
- Les fonctions et les opérations de la Banque nationale de Belgique de 1914 à 1938, Brussel, Goemaere, 1939